# دونالد ريغان
دونالد توماس «دون» ريغان (بالإنجليزية: Donald Regan)‏ (21 ديسمبر 1918 - 10 يونيو 2003) هو وزير الخزانة الأمريكي السادس والستين من 1981 إلى 1985 ورئيس موظفي البيت الأبيض من 1985 إلى 1987 في إدارة رونالد ريغان. ودعا إلى اقتصاد «ريغانوميكس» وتخفيضات الضرائب لخلق فرص العمل وتحفيز الإنتاج. وشغل قبل ذلك منصب الرئيس التنفيذي لشركة ميريل لينش من 1971 إلى 1980. عمل ريغان في ميريل لينش منذ عام 1946، ودرس قبل ذلك في جامعة هارفارد وعمل في مشاة البحرية الأمريكية ونال رتبة ملازم أول.

## روابط خارجية
- دونالد ريغان على موقع مونزينجر (الألمانية)
- دونالد ريغان على موقع إن إن دي بي (الإنجليزية)